# Apofenia

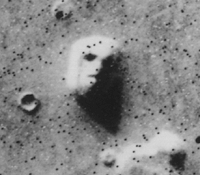
Przykład apofenii – Marsjańska Twarz

Apofenia (gr. ἀποφαίνω – pojawiać się, podkreślać, sprawiać, że staje się) – doświadczenie odnajdywania związków i ukrytych sensów w przypadkowych oraz nic nieznaczących zjawiskach, faktach, zdarzeniach. Pojęcie to zostało po raz pierwszy użyte w 1958 roku przez Klausa Conrada w pracy o wstępnych etapach schizofrenii, który określił apofenię jako „nieumotywowane dostrzeganie związków”, któremu towarzyszy „specyficzne doświadczanie nienormalnej znaczeniowości”.